# Гантлі Монтґомері
Гантлі Монтґомері (англ. Huntley Montgomery; нар. 2 жовтня 1978) — колишній американський тенісист.
Найвищу одиночну позицію світового рейтингу — 383 місце досяг 14 квітня 2003, парну — 98 місце — 3 жовтня 2005 року.

## Фінали ATP Челленджер і ITF Ф'ючерс

### Одиночний розряд: 6 (2–4)
| Легенда (одиночний розряд)  |
| --------------------------- |
| Тур ATP Челленджер (0–0)    |
| ITF World Tennis Tour (2–4) |

| Фінали за покриттям |
| ------------------- |
| Тверде (2–4)        |
| Ґрунт (0–0)         |
| Трава (0–0)         |
| Килим (0–0)         |

| Результат | В-П | Дата     | Турнір              | Рівень  | Покриття | Суперник          | Рахунок            |
| --------- | --- | -------- | ------------------- | ------- | -------- | ----------------- | ------------------ |
| Поразка   | 0–1 | Чер 2002 | США F16, Оберн      | Ф'ючерс | Тверде   | Машіска Вашінгтон | 1–6, 6–7(0–7)      |
| Поразка   | 0–2 | Жов 2002 | США F26, Арлінгтон  | Ф'ючерс | Тверде   | Джастін Бовер     | 1–6, 4–6           |
| Перемога  | 1–2 | Бер 2003 | США F5, Гарлінген   | Ф'ючерс | Тверде   | Душан Вемич       | 6–4, 6–7(4–7), 7–5 |
| Поразка   | 1–3 | Чер 2003 | Канада F2, Монреаль | Ф'ючерс | Тверде   | Френк Данцевич    | 4–6, 6–4, 3–6      |
| Перемога  | 2–3 | Вер 2003 | Мексика F13, Селая  | Ф'ючерс | Тверде   | Доменік Марафіоте | 6–3, 6–1           |
| Поразка   | 2–4 | Вер 2004 | США F24, Клермонт   | Ф'ючерс | Тверде   | Боббі Рейнольдс   | 6–4, 2–6, 3–6      |

### Парний розряд: 41 (22–19)
| Легенда (одиночний розряд)   |
| ---------------------------- |
| Тур ATP Челленджер (9–11)    |
| ITF World Tennis Tour (13–8) |

| Фінали за покриттям |
| ------------------- |
| Тверде (21–14)      |
| Ґрунт (0–4)         |
| Трава (1–0)         |
| Килим (0–1)         |

| Результат | В-П   | Дата     | Турнір                | Рівень     | Покриття | Партнер         | Суперники                                   | Рахунок                  |
| --------- | ----- | -------- | --------------------- | ---------- | -------- | --------------- | ------------------------------------------- | ------------------------ |
| Поразка   | 0–1   | Лют 2002 | Даллас, США           | Челленджер | Тверде   | Браян Вехели    | Фредерік Ніємеєр Джорджо Галімберті         | 6–7(1–7), 4–6            |
| Перемога  | 1–1   | Кві 2002 | США F7, Літл-Рок      | Ф'ючерс    | Тверде   | Раян Сачір      | Тріпп Філліпс Оскар Юганссон                | 7–5, 6–2                 |
| Перемога  | 2–1   | Кві 2002 | США F8, Мобіл         | Ф'ючерс    | Тверде   | Тріпп Філліпс   | Томас Блейк Даґ Богабой                     | 6–3, 3–6, 7–5            |
| Перемога  | 3–1   | Кві 2002 | США F9, Елкін         | Ф'ючерс    | Тверде   | Тріпп Філліпс   | Браян Бейкер Ражів Рам                      | 2–6, 6–4, 6–4            |
| Поразка   | 3–2   | Тра 2002 | Рокі-Маунт, США       | Челленджер | Ґрунт    | Браян Вехели    | Марк Мерклейн Ерік Тайно                    | 3–6, 4–6                 |
| Поразка   | 3–3   | Чер 2002 | Таллахассі, США       | Челленджер | Тверде   | Браян Вехели    | Левар Гарпер-Гріффіт Джефф Вільямс          | 3–6, 6–4, 4–6            |
| Перемога  | 4–3   | Лип 2002 | США F20, Джоплін      | Ф'ючерс    | Тверде   | Раян Сачір      | Кріс Маґ'ярі Денієл Віллмен                 | 6–7(6–8), 6–3, 6–2       |
| Перемога  | 5–3   | Вер 2002 | Вако, США             | Челленджер | Тверде   | Раян Сачір      | Дієґо Аяла Джейсон Маршалл                  | 4–6, 6–2, 7–6(7–5)       |
| Перемога  | 6–3   | Жов 2002 | Фресно, США           | Челленджер | Тверде   | Тріпп Філліпс   | Даніел Мело Ігнасіо Ірігоєн                 | 6–4, 6–3                 |
| Перемога  | 7–3   | Жов 2002 | США F25, Лаббок       | Ф'ючерс    | Тверде   | Тріпп Філліпс   | Ферран Вентура-Мартель Марк Форнель Местрес | 6–0, 6–2                 |
| Перемога  | 8–3   | Жов 2002 | США F26, Арлінгтон    | Ф'ючерс    | Тверде   | Тріпп Філліпс   | Джон-Пол Фруттеро Джейсон Маршалл           | 6–0, 6–4                 |
| Перемога  | 9–3   | Лис 2002 | США F27, Гаммонд      | Ф'ючерс    | Тверде   | Тріпп Філліпс   | Браян Бейкер Ражів Рам                      | 6–3, 6–1                 |
| Поразка   | 9–4   | Гру 2002 | США F30, Лагуна-Нігел | Ф'ючерс    | Тверде   | Брендон Гоук    | Джейсон Кук Лестер Кук                      | 2–6, 4–6                 |
| Перемога  | 10–4  | Бер 2003 | США F5, Гарлінген     | Ф'ючерс    | Тверде   | Равен Класен    | Бруно Ечагарай Тревіс Реттенмаєр            | без гри                  |
| Перемога  | 11–4  | Кві 2003 | США F7, Пенсакола     | Ф'ючерс    | Тверде   | Тріпп Філліпс   | Пол Голдстейн Кіанткі Томас                 | 6–7(6–8), 6–4, 7–5       |
| Поразка   | 11–5  | Кві 2003 | США F9, Елкін         | Ф'ючерс    | Тверде   | Тріпп Філліпс   | Джош Гоффі Тревіс Перротт                   | 6–2, 2–6, 5–7            |
| Поразка   | 11–6  | Тра 2003 | Форест-Гіллс, США     | Челленджер | Тверде   | Тріпп Філліпс   | Джастін Гімелстоб Скотт Гамфріс             | 6–7(1–7), 6–3, 4–6       |
| Поразка   | 11–7  | Тра 2003 | США F12, Тампа        | Ф'ючерс    | Ґрунт    | Раян Сачір      | К. Дж. Гіппенстіл Раян Гавіленд             | 2–6, 6–7(6–8)            |
| Перемога  | 12–7  | Чер 2003 | Канада F2, Монреаль   | Ф'ючерс    | Тверде   | Раян Сачір      | Трейс Філдінґ Ендрю Ніскер                  | 6–3, 6–4                 |
| Поразка   | 12–8  | Чер 2003 | Канада F3, Lachine    | Ф'ючерс    | Тверде   | Раян Сачір      | Трейс Філдінґ Кейт Фром                     | без гри                  |
| Перемога  | 13–8  | Вер 2003 | Мексика F14, Керетаро | Ф'ючерс    | Тверде   | Бруно Ечагарай  | Алехандро Ернандес Сантьяго Гонсалес        | 1–6, 6–1, 7–5            |
| Перемога  | 14–8  | Вер 2003 | Мехіко, Мексика       | Челленджер | Тверде   | Андрес Педросо  | Бруно Ечагарай Жан-Жульєн Роєр              | 6–7(3–7), 7–5, 6–4       |
| Поразка   | 14–9  | Жов 2003 | США F28, Лаббок       | Ф'ючерс    | Тверде   | Раян Сачір      | Андрес Педросо Ніколас Тодеро               | 3–6, 6–7(3–7)            |
| Поразка   | 14–10 | Лис 2003 | Пуебла, Мексика       | Челленджер | Тверде   | Андрес Педросо  | Алехандро Ернандес Сантьяго Гонсалес        | 4–6, 6–2, 4–6            |
| Поразка   | 14–11 | Січ 2004 | США F1, Тампа         | Ф'ючерс    | Тверде   | Тріпп Філліпс   | Браян Бейкер Ражів Рам                      | 3–6, 6–3, 2–6            |
| Поразка   | 14–12 | Тра 2004 | США F12, Тампа        | Ф'ючерс    | Ґрунт    | Раян Сачір      | К. Дж. Гіппенстіл Раян Гавіленд             | 6–3, 4–6, 2–6            |
| Перемога  | 15–12 | Чер 2004 | Канада F3, Монреаль   | Ф'ючерс    | Тверде   | Раян Сачір      | Кері Франклін Dejan Cvetkovic               | 6–3, 6–7(6–8), 6–4       |
| Перемога  | 16–12 | Чер 2004 | Канада F4, Lachine    | Ф'ючерс    | Тверде   | Раян Сачір      | Ніколас Монро Джонатан Ігбіновія            | 6–0, 7–5                 |
| Перемога  | 17–12 | Лип 2004 | Аптос, США            | Челленджер | Тверде   | Тріпп Філліпс   | Дієґо Аяла Ерік Тайно                       | 7–6(7–3), 7–5            |
| Перемога  | 18–12 | Сер 2004 | Бінгемтон, США        | Челленджер | Тверде   | Тріпп Філліпс   | Натан Гілі Рік де Вуст                      | 7–6(8–6), 7–6(7–4)       |
| Перемога  | 19–12 | Сер 2004 | Бронкс, США           | Челленджер | Тверде   | Тріпп Філліпс   | Ігор Куніцин Урос Віко                      | 7–6(8–6), 6–7(8–10), 6–2 |
| Поразка   | 19–13 | Вер 2004 | США F24, Клермонт     | Ф'ючерс    | Тверде   | Боббі Рейнольдс | Нік Рейні Браян Вілсон                      | 4–6, 4–6                 |
| Поразка   | 19–14 | Лис 2004 | Гомстед, США          | Челленджер | Тверде   | Тріпп Філліпс   | Гленн Вейнер Габріель Тріфу                 | 7–5, 5–7, 2–6            |
| Поразка   | 19–15 | Гру 2004 | Мілан, Італія         | Челленджер | Килим    | Джейсон Маршалл | Даніеле Браччалі Юліан Ноул                 | 3–6, 2–6                 |
| Поразка   | 19–16 | Лют 2005 | Вроцлав, Польща       | Челленджер | Тверде   | Джейсон Маршалл | Мартін Штепанек Лукаш Длоуги                | 2–6, 7–5, 4–6            |
| Перемога  | 20–16 | Лют 2005 | Безансон, Франція     | Челленджер | Тверде   | Джейсон Маршалл | Міхал Мертиняк Жан-Клод Шеррер              | 6–7(7–9), 6–2, 6–3       |
| Поразка   | 20–17 | Кві 2005 | Леон, Мексика         | Челленджер | Тверде   | Джейсон Маршалл | Марк Мерклейн Джефф Кутзе                   | 4–6, 6–4, 3–6            |
| Поразка   | 20–18 | Тра 2005 | Форест-Гіллс, США     | Челленджер | Ґрунт    | Джейсон Маршалл | Марк Мерклейн Натан Гілі                    | 6–2, 6–7(5–7), 4–6       |
| Перемога  | 21–18 | Лип 2005 | Forest Hills 2, США   | Челленджер | Трава    | Річард Баркер   | Рік де Вуст Натан Гілі                      | 3–6, 7–5, 7–6(8–6)       |
| Поразка   | 21–19 | Сер 2005 | Ванкувер, Канада      | Челленджер | Тверде   | Ражів Рам       | Ешлі Фішер Тріпп Філліпс                    | 6–7(6–8), 6–1, 3–6       |
| Перемога  | 22–19 | Сер 2005 | Бінгемтон, США        | Челленджер | Тверде   | Тріпп Філліпс   | Олександр Богомолов Тревіс Реттенмаєр       | 6–3, 6–2                 |